# サボテン村
サボテン村（さぼてんむら）は、岐阜県瑞穂市美江寺にある多肉植物（サボテン）、観葉植物を専門に栽培する農場である。株式会社岐孝園の関連会社である有限会社さぼてん村が運営する。
マスコットキャラクターは「チクリン」。尚、サボテン村の中では、サボテンをチクリンと呼んでいる。

## 概況
農場の広さは10万平方メートル。サボテンの栽培面積としては日本最大。
約300種類、50万本のサボテンを栽培し、出荷数は日本最大級。
営業時間は9：00 - 16：00（日曜休業）。基本的には予約無しでも入園可能。又、有料でサボテンの鉢寄せの体験可能（多人数の場合予約必要）。

## 扱う商品
- 大型から小型のサボテン、プチサボテン各種。各種鉢寄せ等。
- 各種観葉植物。
- 全国のフラワーショップ、ホームセンター、園芸店等で入手可能。サボテン村内でも販売。

## 沿革
元々は創業者であり社長である加藤孝義のサボテン好きが高じて始めたという。
- 1964年（昭和39年） - 岐孝園創立。サボテンの栽培開始。
- 1984年（昭和59年） - 加工・出荷温室設置。
- 1992年（平成4年） - 法人化。株式会社岐孝園に改称。
- 1993年（平成5年） - 有限会社さぼてん村を創立。
- 1998年（平成10年） - ガラス温室増設。
- 2004年（平成16年） - ガラス温室増設。

## 交通
- 樽見鉄道美江寺駅より徒歩。